# تعديل ديكي
تعديل ديكي هو حكم اُدرج لأول مرة كملحق في مشروع قانون الإنفاق الشامل للحكومة الفيدرالية للولايات المتحدة الأمريكية لعام 1996 وينص هذا الحكم على انه " لا يجوز استخدام أي من الأموال المتاحة للوقاية من الإصابات ومكافحتها في مراكز السيطرة على الأمراض والوقاية منها للدفاع عن الأسلحة أو السيطرة عليها. في مشروع قانون الانفاق ذاته قام الكونغرس الأمريكي بتخصيص مبلغ 2.6 مليون دولار من ميزانية مركز السيطرة على الأمراض والوقاية منها وهو نفس المبلغ نفسه الذي خُصص لوكالة أبحاث الأسلحة النارية في العام السابق.
فيما يتعلق بإصابات الدماغ الخطيرة فقد ضُغط على «حكم التعديل» من قبل الجمعية الوطنية للسلاح (NRA) وسُمي باسم مؤلفه (جاي ديكي)، وهو عضو جمهوري في مجلس النواب الأمريكي من أركانساسوبالرغم من ان تعديل ديكي لم يُحظر بشكل واضح، الا أن مركز السيطرة على الأمراض والوقاية منها (CDC) قام بتجنب جميع الأبحاث حول العنف المسلح خوفا من أن تُعاقب مالياو قام الكونغرس بتوضيح القانون في عام 2018 للسماح بمثل هذه البحوث في عام 2020 وقام مشروع قانون الإنفاق الشامل بتخصيص أول تمويل له منذ عام 1996.

## الإعتماد والأثر
في عام 1993 نشرت مجلة «نيو انغلند الطبية» دراسة قام بها أرثر كيلرمان ووجد أخرون ان وجود الأسلحة في المنزل ارتبطت في زيادة خطر جرائم القتل بالمنزل وقد مُول البحث من قبل المركز الوطني للوقاية من الأمراض والسيطرة عليها. واستجابت مؤسسة السلاح الوطنية ببمارسة الضغوط على المركز الوطني للوقاية من الامراض والسيطرة عليها من اجل القضاء عليه. لم يُلغى (المركز الوطني للوقاية من الامراض والسيطرة عليها) لكنه ضُمن تعديل ديكي في مشروع قانون الاعتمدات الموحد لعام 1997.
في ديسيمبر 2020، قام كيلرمان بنشر مقال في مجلة الجمعية الطبية الأمريكية وكتب فيه "ما كان مسموحا به أو غير مسموح به بموجب البند غير واضح. ولكن لم يكن هناك أي موظف فيدرالي على استعداد للمخاطرة بمهنته أو بتمويل الوكالة من اجل التوصل إلى الحقيقة وقد نضب بشكل سريع الدعم خارج نطاق أبحاث الوقاية من إصابات الأسلحة النارية. وقد قام الكونغرس بإضافة عبارة «تعديل ديكي» المكافئة إلى قانون الاعتمادات الموحدة لعام 2012 بتمويل المعاهد الوطنية للصحة (NIH). كما ضُغط على هذه العبارة من قبل مؤسسة السلاح الوطنية".
وقد أضاف الكونجرس لغة «تعديل ديكي» المناظرة إلى قانون الاعتمادات الموحّدة، وفي 2012 مُولت المعاهد الوطنية للصحة. كما ضُغط على هذه اللغة من قبل وكالة الموارد الطبيعية.